# عبد النبي القيم
عبد النبي القَيِّم كاتب عربي ومفكر أهوازي من جنوب إيران، له العدید من المؤلفات الثقافية والأدبیة من أهمها «المعجم العربي الفارسي المعاصر»، «المعجم الوسيط العربي الفارسي المعاصر» وكتاب تاريخ عرب الأهواز (بالفارسية: پانصد سال تاریخ خوزستان) الذي لاقی إقبالًا واستحسانًا كبیرین في الأوساط الثقافیة والأدبیة.

## نشأته وتعلمه
ولد الكاتب عبد النبي القیم في الـ24 من أبریل سنة 1956م في مدینة عبادان الواقعة علی الضفة الشمالیة من شط العرب وفي هذه المدینة أنهی تعلیمه الابتدائي والإعدادي وحصل علی شهادة الدبلوم ثم التحق بجامعة جندي سابور في مدینة الأهواز فرع الاقتصاد وانهی تعلیمه الجامعي سنة 1980م. وبعدها حاز علی شهادة الماجستیر في مجال إدارة أعمال من جامعة علوم وتحقیقات في المدینة ذاتها. ونال شهادة الدكتوراه في إدارة الأزمات من جامعة اصفهان.

## المعجم المعاصر
في فبرایر 1991م بدأ عبد النبي القیم بإعداد «المعجم العربي-الفارسي المعاصر»(فرهنگ معاصر عربی- فارسی) وصدرت الطبعة الأولی لهذا المعجم في سنة 2002م، ضم الكتاب 1275 صفحة في مجلد واحد وهو یحتوي علی ستین الف مفردة عربیة وأكثر من ثلاث مائة الف عبارة وما یعادلها من المفردات والعبارات الفارسیة، هذا بالإضافة الی العبارات والمصطلحات والأمثلة العربیة وما یقابلها من العبارات الفارسیة. یعد الكتاب حصیلة جهود مضنية استغرقت أحدی عشرة سنة من العمل الدؤوب والمثابر إذ قام الباحث القيّم بتطویره وتحدیثه مستعینا بالتطورات العلمیة الحدیثة التي شهدتها عملیة كتابة القوامیس عند الأوروبیین كما حاول المؤلف جاهدا تحاشي الهفوات والأخطاء التي تعاني منها كتابة وصیاغة المعاجم العربیة-الفارسیة.
بما أن الباحث «القیم» درس اللغة الفارسیة – حاله حال الملایین من عرب الأهواز - مكنه ذلك من اختیار العبارة أو الكلمة الفارسیة المطابقة تماما لمعنی المفردة العربیة متحاشیا منهج ترجمة التعریف من العربیة الی الفارسیة السائد في إعداد المعاجم العربیة-الفارسیة.كما تجاهل المؤلف المفردات المهجورة والبائدة وضمّن المعجم بمفردات ومصطلحات حدیثة جدا لم ترد في المعاجم الأخری. استعان الباحث عبد النبي قیم في تألیف معجمه بخمسة قوامیس كمصادر رئیسیة وهن: قاموس المنجد الأبجدي، قاموس المورد للدكتور روحي البعلبكي، المعجم العربي الحدیث للدكتور خلیل جر، قاموس الیاس العصري وقاموس هانز فير العربي- الإنجلیزي.

### ترتیب المعجم
إتخذ مؤلف المعجم الترتیب الألفبائي النطقي، أسوة بالمعاجم العالمیة خاصة المعاجم الفارسیة، فبدلا من الزام القارئ بالرجوع الی جذر الكلمة العربیة أصبح بمقدوره العثور علی الكلمة المطلوبة بسرعة وبسهولة كما إن الترتیب الألفبائي یتلاءم مع ذوق القارئ الفارسي حیث اعتاد البحث علی المفردة من خلال الترتیب الألفبائي، كما تم اسقاط «ال» التعریف من المفردة في ترتیب المواد الا عند الضرورة علی سبیل المثال: «الأسماء المنقوصة مثل القاضي، الواعي، المحامي والخ».

### منهجیة البحث
حدد القیم الاصطلاحات العلمیة الحدیثة وتمكن من فهم معانیها واتقانها بدقة عالیة وعثر علی معاني مطابقة لها في اللغة الفارسیة لذلك ضمن الكتاب بمفردات ومصطلحات من شتی العلوم والمعارف.
حظي الكتاب بالقبول والإستحسان من قبل قسم اللغة الفارسیة بجامعة الملك سعود في العاصمة السعودیة-الریاض، كما حاز المعجم علی اهتمام الصحافة العربیة والعالمیة، علی سبیل المثال كتبت صحیفة «الشرق الأوسط» و «الحیاة» في لندن مقال كل علی حدی حول هذا الكتاب حیث أشادتا بالمعجم وما تمیز به من أسلوب جدید في الصیاغة والتصنیف. كما اوصی الدكتور «رحمان سلیمانف» مدیر قسم اللغة العربیة في جامعة «دوشنبه» عاصمة طاجیكستان بمعجم «القیم» واصفا ایاه بالمعجم العربي الفارسي الأفضل.

## المعجم الوسیط العربي الفارسي المعاصر
صدر«المعجم الوسيط العربي-الفارسي المعاصر» (فرهنگ میانه معاصر عربی فارسی) سنة 2007م واحتوی 912 صفحة، ولابد من الإشارة الی أنه بعد أن نشر «المعجم العربي الفارسي المعاصر» في عام 2002م والذي ضم 60 الف مفردة بدأ عبد النبي القيم بانتقاء المداخل والمفردات الأكثر تداولا في اللغة العربیة من بین الكم الهائل لها وألّف «المعجم الوسيط العربي-الفارسي المعاصر».

## كتاب شموخ وهبوط الشیخ خزعل

شموخ وهبوط الشیخ خزعل ناقش المؤلف فیه حیاة الشیخ خزعل من طفولته حتی قتله فی طهران (1861-1936). ورد فی الکتاب بأن فی زمن النظام الملکي کان یعد ذکر الشیخ خزعل جریمة وما کان أحد یتجرأ أن یتکلم فی هذا الموضوع لهذا بقیت الحقائق غامضة لعوام الناس وحتی لأهل العلم والباحثین. مصادر الکتاب هي مجموعة من الکتب والمجلات والمقالات المتنوعة من المصادر العربیة والفارسیة والأنجلیزیة واکثرها من المصادر الأساسیة فنقل منها بدقة.
رکزّ المؤلف أثناء بحثه علی شخصیة الشیخ خزعل بأنّهُ رجل ذکی وکیّس وصاحب حنکة سیاسیة
لكنه لم یمتلک جیشاً نظامیاً مدرباً وکان جیشه عدداً من المشاة والخّیالة من أبناء العشائر وکسبة الاسواق ویجتمع هولاء عند الضرورة وفی الأزمات وفی الحرب وقادتهم رؤساء العشائر.

## كتاب تاريخ عرب الأهواز

كتاب تاريخ عرب الأهواز

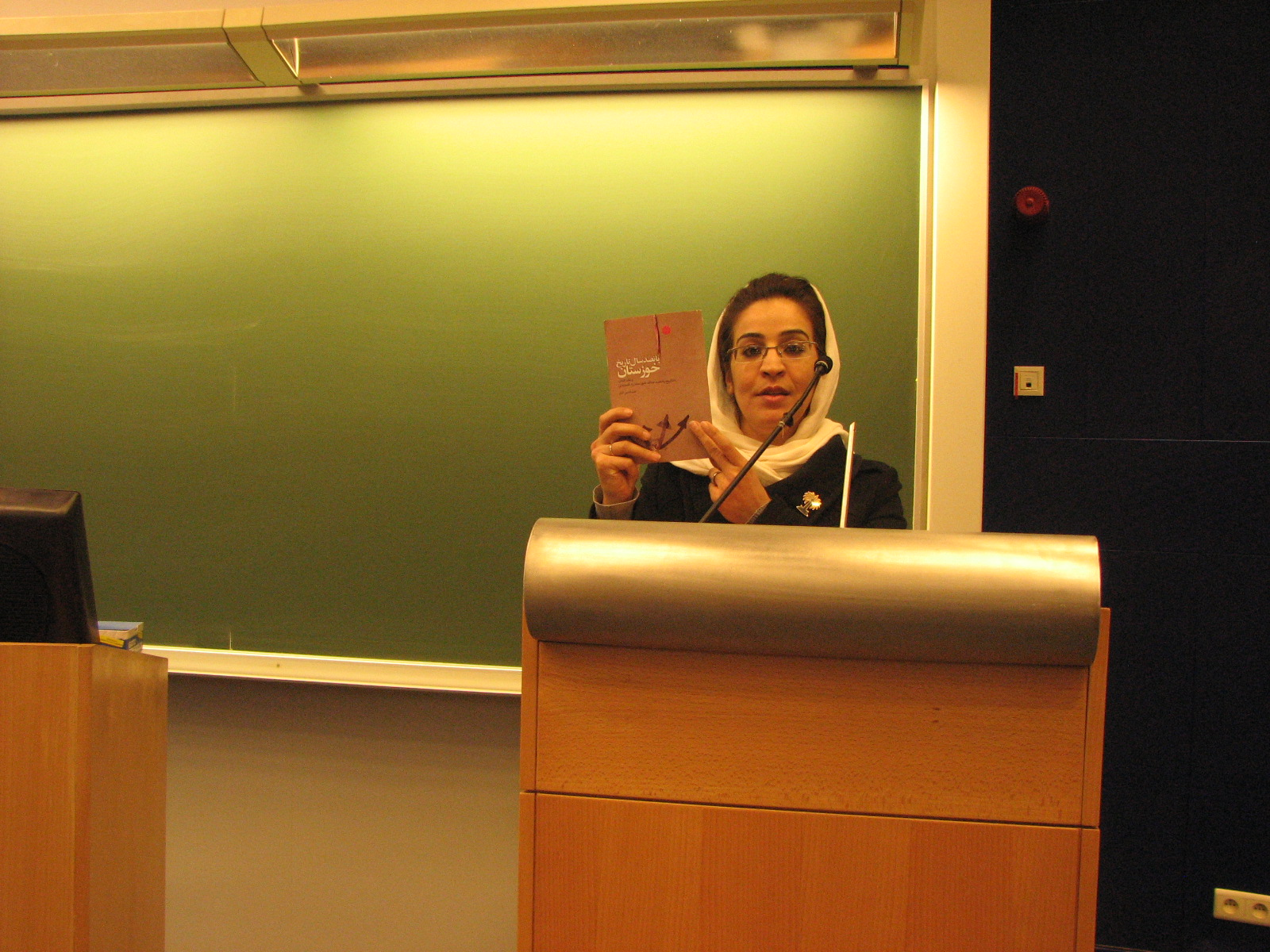
تم تعریف كتاب "تاريخ عرب الأهواز " في جامعة لييج في بلجیكا

یضم الكتاب 512 صفحة ویبحث تاريخ الاهواز من البداية وحتى القرن التاسع الهجري بإيجاز، وبعد ذلك يسرد الأحداث التي مر بها إقلیم الأهواز خلال القرن الـ9 هـ.ق بدءا من وصول السید محمد المشعشعي سدة الحكم وتأسیس الدولة المشعشعية في عام 845 هـ حتی حكم بني كعب في القبان والفلاحية نحو قرنین من الزمن وانتهاء بمقتل الشيخ مزعل بن جابر الكعبي نهایة عام 1314هـ، (1897 م). علّق «القیم» علی الكتب التي تناولت تاریخ الأهواز مبینا مدی صحة المعلومات الواردة في هذه الكتب وفقاً للمنهج العلمي لدراسة التاریخ غیر أن النصیب الأوفر كان لكتاب «تاریخ خوزستان علی مدی 500 عام» لأحمد كسروي حیث یعد كتاب الباحث «القیم» الذي یبحث عن تاریخ إقلیم الأهواز، تحلیلا ونقدا لكتاب «كسروي» من خلال البحث والدراسة المیدانیة التي أجراها حول تاریخ الشعب العربي في الاهواز علی مدی خمسة قرون، كما بحث الأحداث التاریخیة بحیادیة تامة وتحدث عن الشعوب الإیرانیة بصورة شمولیة وأسلوب موضوعي بحت بعیدا عن النزعة العنصریة التي تطغی عادة علی كتابات العدید من الباحثین والكتاب الإیرانیین عند تعاطیهم تاریخ وهویة وثقافة الشعوب غیر الآریة في إیران سیما العرب.
أعلن عن «500 عام من تاریخ خوزستان» بأنه الكتاب الذي حقق أكبر نسبة مبیعات حتی إن العدید من الصحف أشادت بهذا الإنجاز وتناولته في إطار دراسات ومقالات نقدیة عدة.

## المؤتمرات والندوات
- في عام2001م تم تعیین عبد النبي القيم كعضو في «شورای علمی بنیاد خوزستان شناسی» وهي مؤسسة تجري دراسات حول محافظة الأهواز.
- في عام 2006 م تم تعیین «عبد النبي القیم» من قبل «المركز الكوري للثقافة الإسلامیة» في العاصمة الكوریة «سیؤل» مستشارا ثقافيا للمركز[10] واشترك في حفل تدشين المركز في هذه المدینة.
- شارك عبد النبي القيم في اليوبيل الذهبي لمجلة العربي في عام 2008 والتقی بالكتّاب والمفكرين العرب والأجانب المدعوين إلي الندوة والتي أقیمت في دولة الكويت.
- لبی الباحث القیم دعوة وجهتها له «مؤسسة جائزة عبد العزیز سعود البابطین» لحضور الدورة الـ12 لها وهي دورة خليل مطران وماك ديزدار[11] والتي عقدت في العاصمة البوسنیة «سراییفو» من الـ19 حتی الـ21 من أكتوبر عام 2010م بحضور رئيس جمهورية البوسنة والهرسك وعمرو موسى ويوسف القرضاوي.[10]

## المقالات والأبحاث
- الإنجازات الثقافیة للسید مطلب المشعشعي (هو من أدباء منطقة الحویزة في القرن الـ10 الهجري)
- نظرة علی التقالید
- تطور كتابة القوامیس العربیة – الفارسیة في ایران
- كسروي وكتابة التاریخ
- المثقف والنقد
- في ذكری السید هادي بالیل الموسوي تذرف النخیل دموعا (السید هادي باللیل الموسوي كاتب وأديب من مدينة عبادان)
- إنشاء «بنیاد خوزستان شناسی» انجاز تحقق بعد طول انتظار
- الرد علی «مصطفی بادكوبه أي» (شاعر فارسي عرف بعنصریته وكراهیته للعرب كما إنه أنشد شعرا مسیئا للعرب والإسلام)
- اطلالة علی تاریخ وثقافة الشعب العربي في ایران «فصلنامه مطالعات ملی، سنة 1380 (2001م) العدد السابع»
- «التمییز العرقي المتبع في توزیع المناصب والوظائف في إقلیم الأهواز» وهي دراسة قدمها الباحث «القیم» لمركز أبحاث مجلس الشورى الإسلامي الإيراني وذلك بناء علی طلب من المركز المذكور.
- «من خاراكس الی المحمرة» (و هو مقال حول تاریخ مدینة المحمرة عاصمة الشیخ خزعل)
- تاريخ مدينة عبّادان مجلة العربي (الكويت –العدد644 تموز 1433. يوليو 2012 م)

## وصلات خارجية
- مدونة عبد النبي القيم